# Podvelka
Podvelka (em alemão:  Podwölling) é um município da Eslovênia. A sede do município fica na localidade de mesmo nome.